# Couffé

Localització de Couffé

Couffé (en gal·ló Cófaé) és un municipi francès, situat a la regió de país del Loira, al departament de Loira Atlàntic, que històricament va formar part de la Bretanya. L'any 2006 tenia 2.137 habitants. Limita amb Mouzeil, Mésanger, Saint-Géréon, Oudon, Le Cellier i Ligné.

## Demografia
| 1962                                       | 1968  | 1975  | 1982  | 1990  | 1999  |
| ------------------------------------------ | ----- | ----- | ----- | ----- | ----- |
| 1.267                                      | 1.318 | 1.262 | 1.469 | 1.805 | 1.790 |
| Des de 1962: població sense dobles comptes |       |       |       |       |       |

## Administració
| Període   | Identitat         | Partit |
| --------- | ----------------- | ------ |
| 2001-2007 | Louis Colas       |        |
| 2007-2014 | Fernand Pageau    |        |
| 2014-     | Martine Coraboeuf |        |

## Agermanaments
- Bogel (Renània-Palatinat)